# Кодри
Ко́дри — височина в Молдові на півдні Східноєвропейської рівнини, між річками Реут (басейн Дністра) і Прут. Довжина 100 км, висота до 430 метрів.
Височина складена глинами, мергелями, вапняками, пісками і пісковиками. Глибоко розчленована долинами річок, балками, ярами; розвинені зсуви, місцями карст.

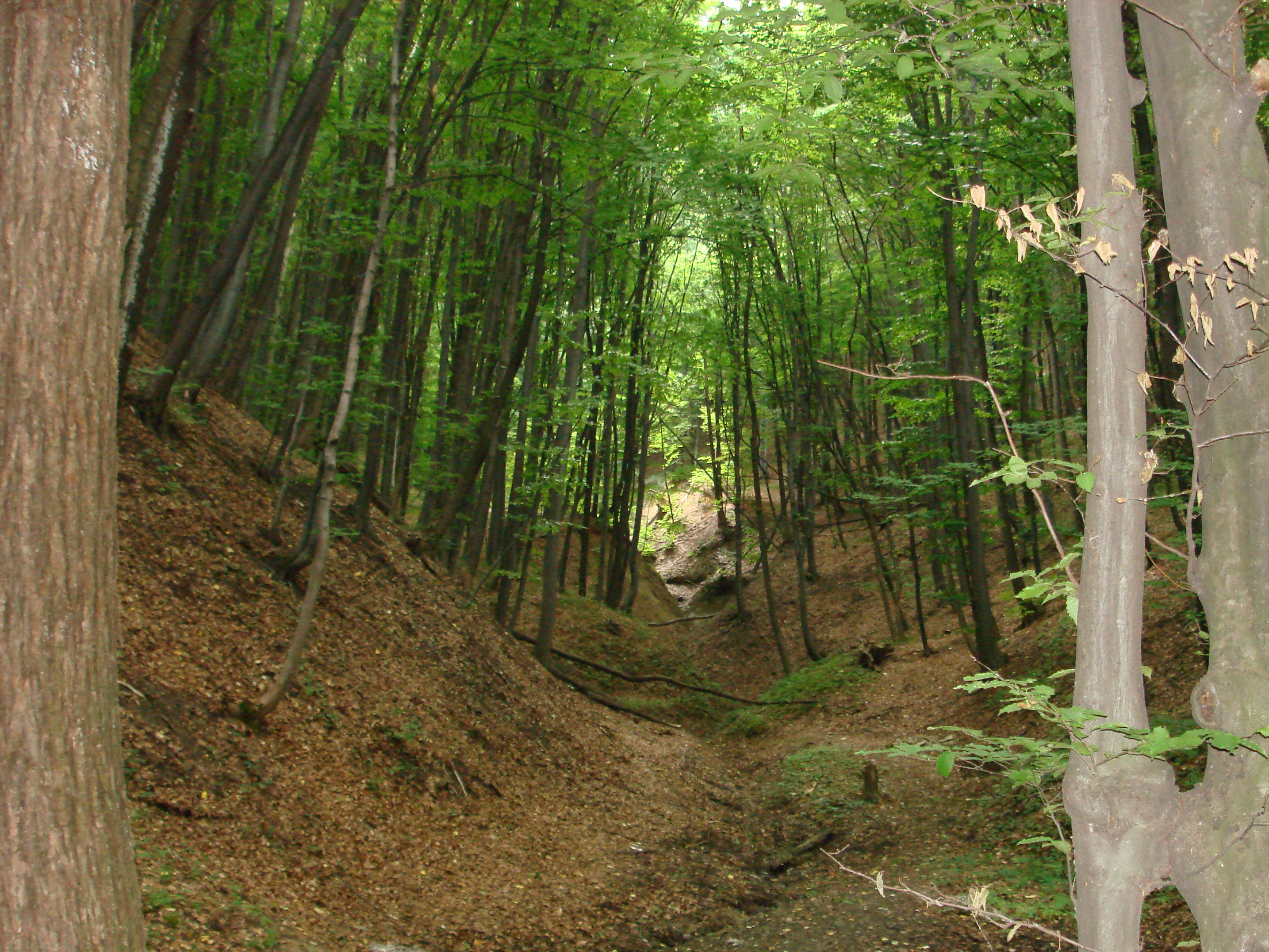
Кодри біля села Долна Страшенського району Молдови

Широколистяні ліси (головним чином із дуба і граба, на північному заході із бука) носять назву кодр.
У межах Кодр — заповідник Кодри, заповідно-мисливське господарство Реденський Ліс, державний заповідник Молдови Плаюл Фагулуй. Національний парк Орхей, розташований тут, став першим національним парком Молдови.